# MOON (Every Little Thingの曲)
『MOON』（ムーン）は、日本の音楽グループEvery Little Thingの40枚目のシングル。2011年2月23日にavex traxから発売された。

## 概要
38thシングル『Change』より約1年振りのシングルとなり、39thシングル『STAR』と同時発売された。「星と月の空の下、描かれる男女の物語。」というコンセプトで、本作は男性目線の楽曲となっている。
『STAR』と『MOON』の2タイトル同時購入すると、持田香織オリジナルデザインのCONVERSE ALL STARや「MOON」と「STAR」の持田直筆歌詞、10thアルバム公開レコーディング参加権（『ORDINARY』収録曲「BEGIN」のコーラス参加）などの応募特典が用意されていた。
カップリングには、8thシングル「Time goes by」がAcoustic version 2010としてアレンジ、新たにレコーディングし直して収録されている。なお、2005年リリースのアコースティック・アルバム『ACOUSTIC:LATTE』に収録されていたものとはアレンジが異なる。
プロモーションビデオには「STAR」と同じく、俳優チャン・グンソク出演の10分程度のドラマ風PVとなっている。初回盤にはそのPVを収録したDVDが付属する。

## 収録曲

### CD
1. MOON（4:28）
（作詞：持田香織 / 作曲：鈴木大輔 / 編曲：Masafumi "Massy" Hayashi & Every Little Thing）
2. Time goes by 〜Acoustic version 2010（5:17）
（作詞・作曲：五十嵐充 / 編曲：Yasunari "Nam-Nam" Nakamura & Every Little Thing）
3. MOON (Instrumental)（4:29）
4. Time goes by 〜Acoustic version 2010 (Instrumental)（5:12）

### DVD（初回限定盤のみ）
1. "MOON" Video Clip

## 楽曲の収録アルバム
MOON
- 『ORDINARY』
- 『Every Best Single 2 ～MORE COMPLETE～』
- 『Every Best Single 2 〜laTe period〜』